# Гетто в Василишках
Гетто в Васили́шках (лето 1941 — 11 мая 1942) — еврейское гетто, место принудительного переселения евреев деревни Василишки Щучинского района Гродненской области и близлежащих населённых пунктов в процессе преследования и уничтожения евреев во время оккупации территории Белоруссии войсками нацистской Германии в период Второй мировой войны.

## Оккупация Василишек и создание гетто
Перед войной в деревне Василишки жили 1223 (2190) еврея. Местечко было оккупировано войсками немецкими войсками на протяжении 3-х лет — с 25 июня 1941 года до 12 июля 1944 года.
В первый же день оккупации немцы по доносу предателя убили 7 самых уважаемых жителей посёлка, среди которых был директор еврейской школы Штейн с дочкой.
Евреям под угрозой смерти запретили выращивать что-либо на своих огородах, у них отобрали всю домашнюю скотину и птицу, а также теплую одежду.
Вскоре после оккупации немцы, реализуя нацистскую программу уничтожения евреев, заставили создать в местечке юденрат из 9 человек, еврейскую полицию из 20 человек, и в ноябре 1941 года организовали гетто.

## Условия в гетто
Под территорию гетто была выделена одна сторона улицы Советской и улицы Школьная и Кроньковская, и гетто не было огорожено. Узникам запрещалось появляться без нашивок на верхней одежде в виде желтых шестиконечных звезд. Также в гетто пригнали евреев из деревень Заболоть и Собакинцы.
Евреев заставили заселиться в условиях невыносимой тесноты. Каждый день всех узников старше 10 лет гоняли на принудительные работы. Разговаривать с местными жителями запрещалось. Трудоспособным выделялось 125 грамм хлеба в день, но вместо хлеба выдавали 100 грамм муки. Топлива для обогрева не было, а выход за территорию гетто карался расстрелом.
Нацисты ввели в гетто коллективную ответственность за «провинности». В каждой комнате был вывешен список проживающих в ней узников, заверенный подписью коменданта полиции и печатью. Полиция и жандармы часто по ночам врывались в гетто и проверяли людей по этим спискам, и если кого-то не хватало или в комнате находился лишний, то убивали всех в этой комнате. Часто из Острино приезжали каратели на крытой машине и проводили в гетто очередную «акцию» (таким эвфемизмом нацисты называли организованные ими массовые убийства).

## Уничтожение гетто
С утра 8 мая 1942 года полицаи начали стрелять по отдельным узникам, вышедших из домов, и убили несколько человек. Остальных предупредили, чтобы никто не выходил. Ночью «бобики» (так в народе презрительно называли полицаев) стреляли по окнам гетто и запускали осветительные ракеты.
9 мая 1942 года в Василишки прибыла зондергруппа СС из Лиды под командованием штабслейтера Виндиша (Leopold Windisch) и его помощника Васюкевича. Совместно с жандармерией и гестапо из соседних районов они плотно окружили гетто, и никого больше не выпускали. Утром 10 мая евреев согнали на улицу Школьная, убивая на месте всех, кто сопротивлялся. Обречённых людей начали гнать по улице Советской группами по 60 человек к окраине местечка на еврейское кладбище. Около заранее выкопанных ям узникам гетто приказывали раздеться, а затем группами по 10-30 человек сталкивали вниз и расстреливали — это массовое убийство длилось до вечера 11 мая. Всего за эти два дня немцы и белорусские полицаи замучили и убили 2159 евреев. О злодеяниях, совершённых немцами в Василишках, имеются также свидетельства и одного из карателей — немца Гемпеля, впоследствии дезертировавшего из гитлеровской армии.
В этом убийстве принимали участие войска СС, вызванные из Лиды, под командованием Лейтера и его помощника Васюкевича, гестапо и местная полиция. Белорусских коллаборационистов в Василишках возглавлял комендант Ежевский, в команду которого входили отличившиеся особой жестокостью Тубилевич, Витольд Шмигира и Николай Журун.

## Память
Поименный список жертв из мирного населения Василишек, который составила комиссия ЧГК по Василишкинскому району, включает в себя 616 фамилий, — в подавляющем большинстве еврейских. Опубликованы неполные списки убитых евреев Василишек.
В 1967 году в Василишках был установлен обелиск «советским гражданам», погибшим от рук фашистов, — без упоминания евреев, а в 1992 году земляки из Израиля прикрепили к нему мемориальную доску.

## Примечания

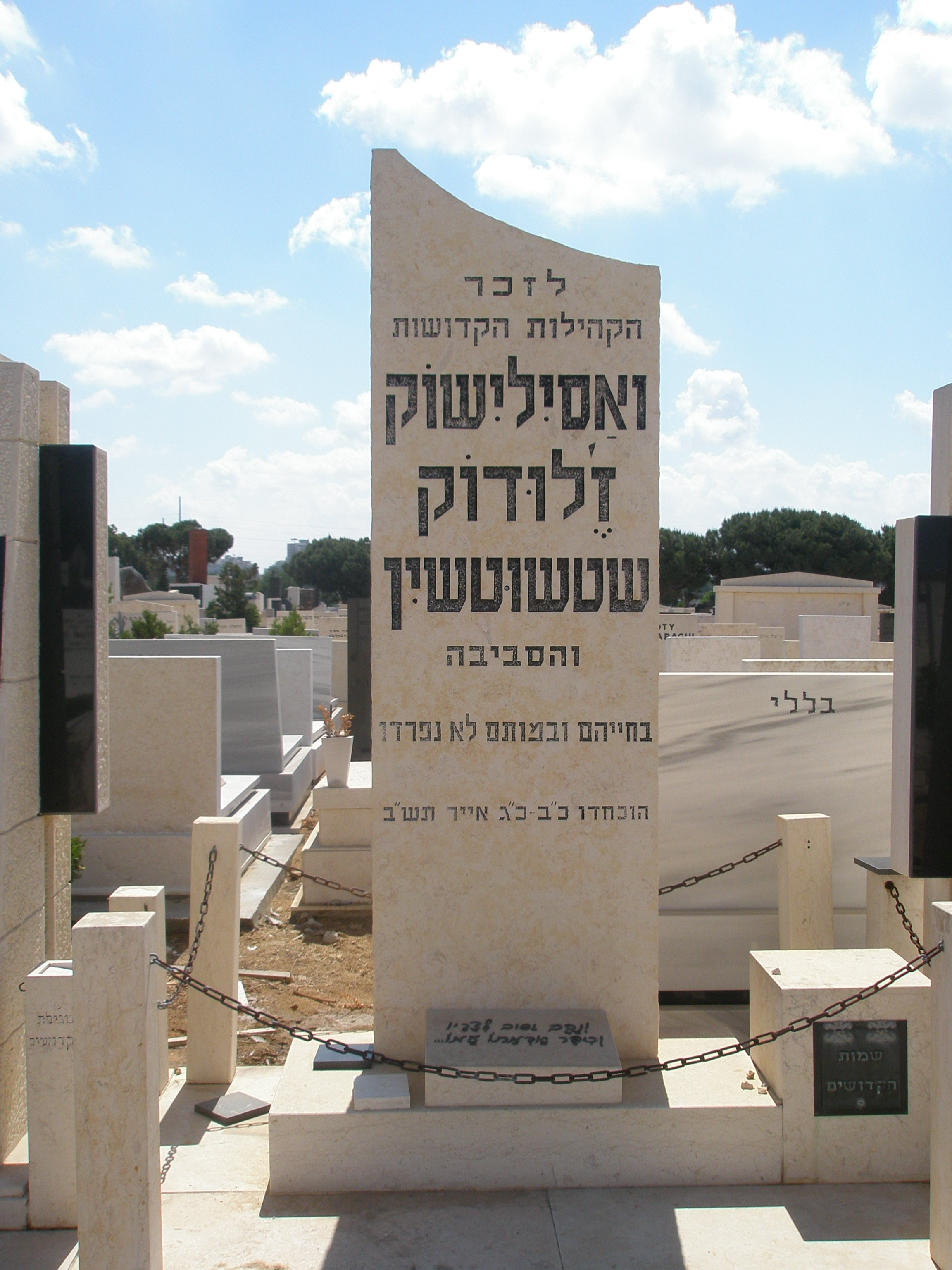
Символический памятник евреям Василишек, Желудка и Щучина на мемориальном кладбище в Холоне